# Daniel Kimoni

Daniel Kimoni est un ancien footballeur belge né le 22 août 1971 à Liège,.

## Biographie
D'ascendants congolais, Daniel Kimoni a deux autres frères footballeurs professionnels: Serge-Didier, défenseur au FC Bruges, et Donatien, milieu de terrain au RFC de Liège.
Débutant au Royal Tilleur FC, Daniel Kimoni a évolué ensuite comme arrière central au Standard de Liège où il joue son premier match avec l'équipe professionnelle, le 4 juillet 1993. Puis en 1996, il rejoint le KRC Genk où il réalise son palmarès : Vice-Champion de Belgique en 1998, il remporte le titre en 1999 et la Coupe de Belgique en 2000.
Il est alors également international trois fois en 1999.
Mais Johan Boskamp devenu entraîneur de Genk écarte Daniel Kimoni de son système de jeu, et le liégeois est transféré en janvier 2001 dans le club autrichien de Grazer AK. Les blessures musculaires perturbent la fin de carrière du joueur. En juillet 2002, il part jouer en division 3 allemande, au FC Augsburg. Puis, il revient en Belgique, en division 2, au RCS Visé, en janvier 2003. Après une année sabbatique, il effectue ensuite la saison 2005-2006, en division 3B, au RRFC Montegnée où il arrête sa carrière.

## Palmarès
- Champion de Belgique en 1999 avec le KRC Genk
- Vainqueur de la Coupe de Belgique en 1998 et 2000 avec le KRC Genk